# Lancashire
Il Lancashire (IPA [ˈlæŋkəʃər]) è una contea dell'Inghilterra.
Fa parte della regione statistica del Nord Ovest e il suo capoluogo è Preston.
Anche abbreviatao Lancs, è una delle contee storicamente più rilevanti del Paese in quanto la casata che la governava, uno dei rami dei Plantageneti, espresse tre re d'Inghilterra.
La contea attuale ha un'estensione sensibilmente ridotta rispetto a quella storica: infatti, dopo la riforma amministrativa del 1974 nel Regno Unito, le grandi città di Liverpool e Manchester furono separate dal Lancashire per divenire capoluoghi di città-contea autonome, rispettivamente il Merseyside e la Grande Manchester.

## Geografia fisica

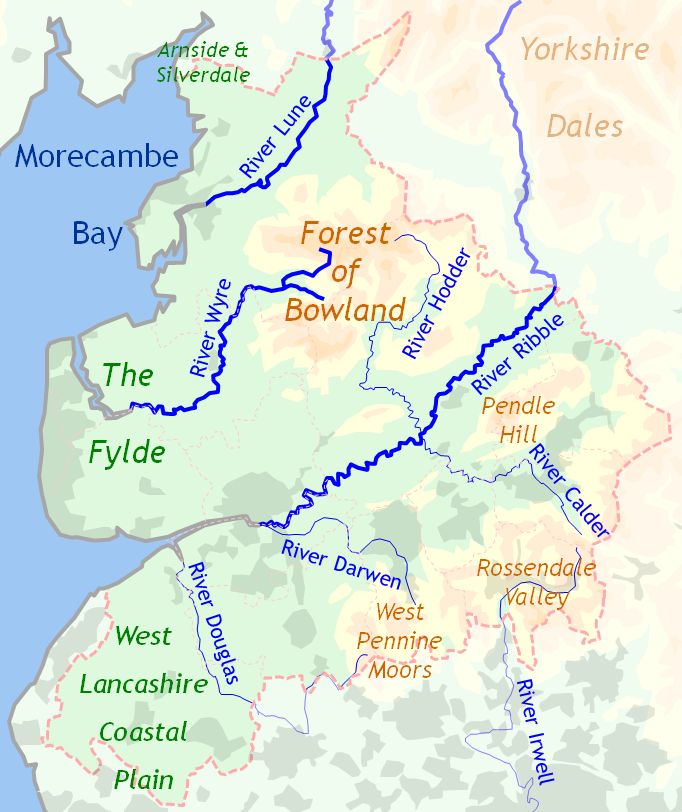
Topografia del Lancashire

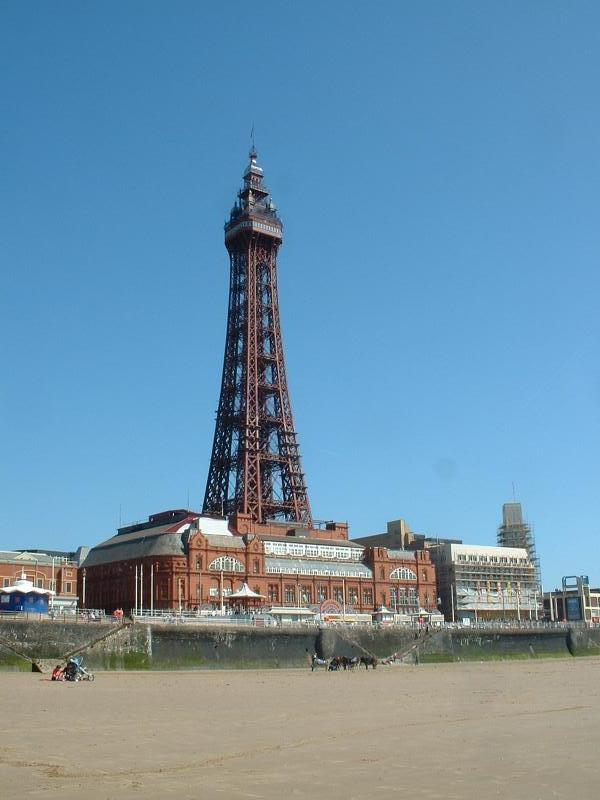
Torre Blackpool

La contea confina a nord con la Cumbria, a est con il North Yorkshire e il West Yorkshire, a sud con la Greater Manchester e la Merseyside. A ovest si affaccia sul mare d'Irlanda.
Il territorio è collinoso nel sud-est dove si elevano i Pennini e, in misura minore, nell'estremo nord-est. A nord isolata dai Pennini sorge l'area collinare della Forest of Bowland che raggiunge i 560 metri di altezza con la Ward's Stone. Per il resto il territorio è pianeggiante. A nord è drenato dal fiume Lune che raggiunge il mare con un lungo estuario su cui è posta la città di Lancaster, storicamente il capoluogo della contea.
A sud della Forest of Bowland scorre il fiume Ribble che in corrispondenza della costa ha un amplissimo estuario sul quale è situata la città di Preston. Poco distante da Preston è situata Leyland. Sulla costa è posta l'area urbana di Blackpool, storica città balneare. Nell'entroterra, ai piedi dei Pennini sorgono le città di Chorley, Blackburn, Darwen, Burnley e Nelson. Il centro principale nel nord della contea è la città balneare di Morecambe che si affaccia sull'omonima baia.

## Storia e divisione amministrativa
La contea ricopre un'area molto minore rispetto a quella storica. La contea che nacque nel 1889 copriva il territorio della contea storica ad eccezione delle città di Liverpool e Manchester. Nel 1974 in attuazione del Local Government Act 1972 la contea fu abolita.
Molti dei territori che ricadevano nella storica contea di Lancashire passarono alle contee vicine. I rimanenti territori rimasero a far parte della contea attuale.
La contea è divisa nei seguenti distretti: West Lancashire, Chorley, South Ribble, Fylde, Preston, Wyre, City of Lancaster, Ribble Valley, Pendle, Burnley, Rossendale e Hyndburn. Blackpool e Blackburn con la cittadina di Darwen sono distretti unitari dal 1998 e fanno parte della contea per funzioni cerimoniali.
Il suo nome è derivato di Lancaster e shire, “contea” nell'inglese. Venne trascritto come Lancastreshire nel XV secolo, ed in seguito venne contratto in Lancashire.

### Suddivisioni
|  | 1. West Lancashire 2. Chorley 3. South Ribble 4. Fylde 5. Preston 6. Wyre 7. Lancaster 8. Ribble Valley 9. Pendle 10. Burnley 11. Rossendale 12. Hyndburn 13. Blackpool (autorità unitaria) 14. Blackburn with Darwen (autorità unitaria) |

## Monumenti e luoghi d'interesse
- Arnside and Silverdale, area di notevole bellezza naturale (AONB), in prossimità della baia di Morecambe
- Astley Green Colliery Museum, a Tyldesley
- Astley Hall, storica residenza
- Baia di Morecambe
- Blackpool Tower, torre costruita ad imitazione della torre Eiffel nel 1894
- British Commercial Vehicle Museum, museo dei veicoli commerciali a Leyland
- Castello di Lancaster
- Cattedrale di Blackburn
- Cattedrale di Lancaster
- Chiesa di Sant'Elena (Overton)
- East Lancashire Railway
- Forest of Bowland, area di notevole bellezza naturale
- Gawthorpe Hall, residenza storica a Padiham
- Helmshore Textile Museum
- Hoghton Tower, residenza fortificata nella città di Chorley
- Lathom Park Chapel
- Leighton Moss, riserva naturale
- Martin Mere, area umida a Burscough
- Pendle Hill, collina isolata nel nord-ovest facente parte dell'Area di notevole bellezza naturale (AONB) della Forest of Bowland
- Pennini, catena di colline con bellezze naturali
- Rufford Old Hall, storica residenza di proprietà del National Trust
- Samlesbury Hall, storica residenza
- Spiaggia di Blackpool
- St Walburge's Church, chiesa di Preston con uno dei campanili più alti d'Inghilterra
- Towneley Hall, storica residenza a Burnley
- West Lancashire Light Railway
- West Pennine Moors, area naturale con laghi artificiali in cui prevale la vegetazione della brughiera
- Williamson Park e l'Ashton Memorial
- Witton Country Park
- Yarrow Valley Park, parco fluviale che protegge circa 10 km del corso del fiume Yarrow
- Zoo di Blackburn

## Galleria d'immagini

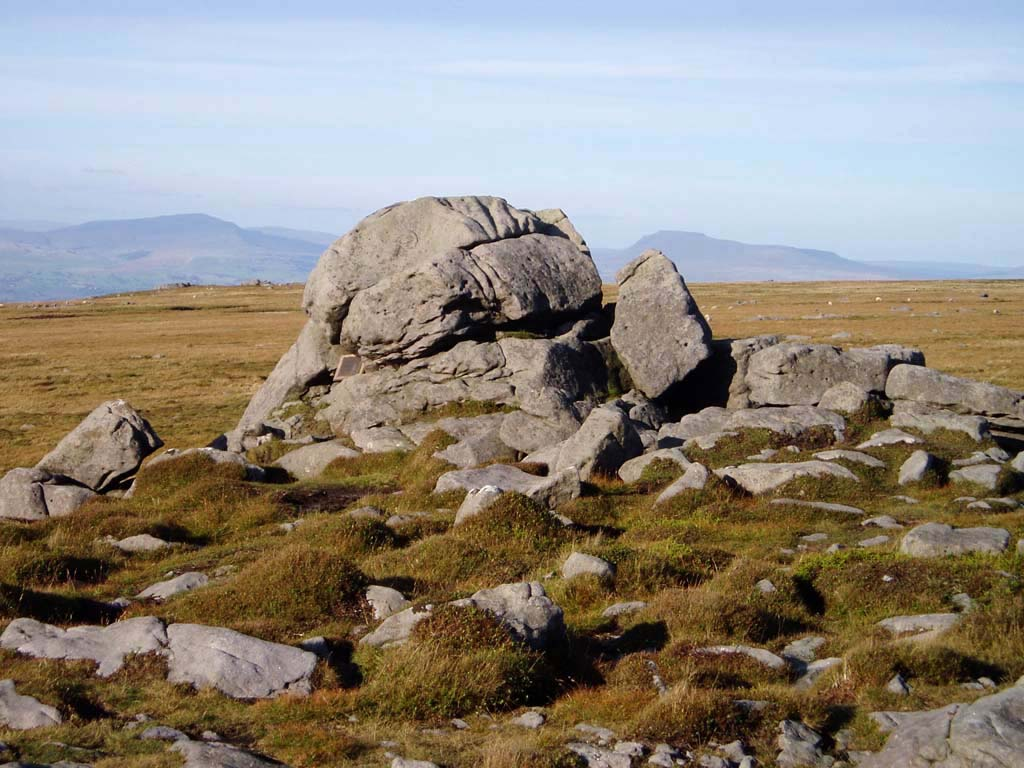
La Ward's Stone è il punto più alto della Forest of Bowland
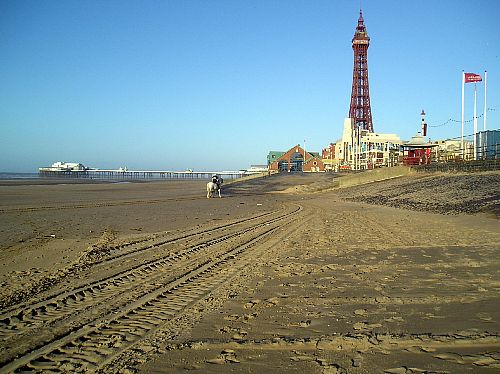
La spiaggia di Blackpool con la torre ed il molo nord
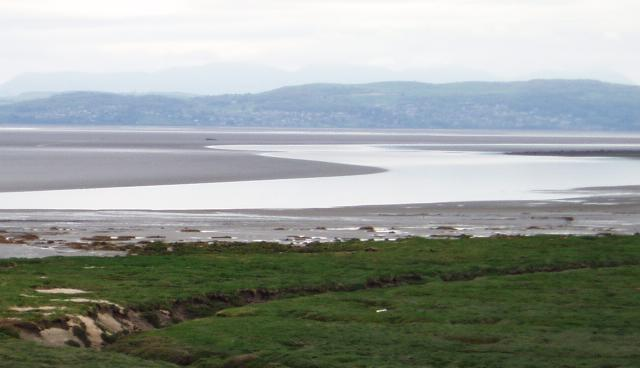
La baia di Morecambe con la bassa marea
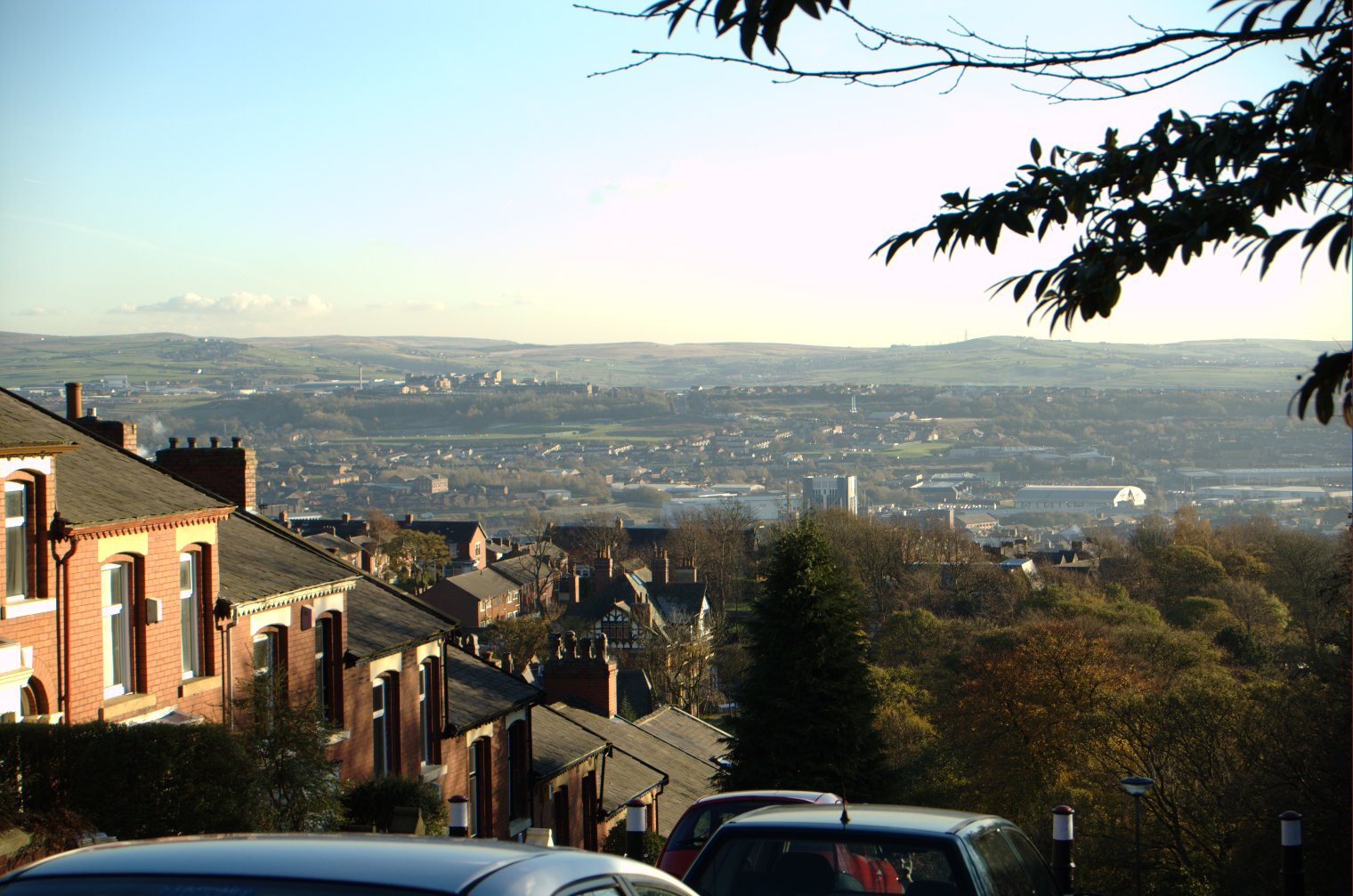
Panorama di Blackburn
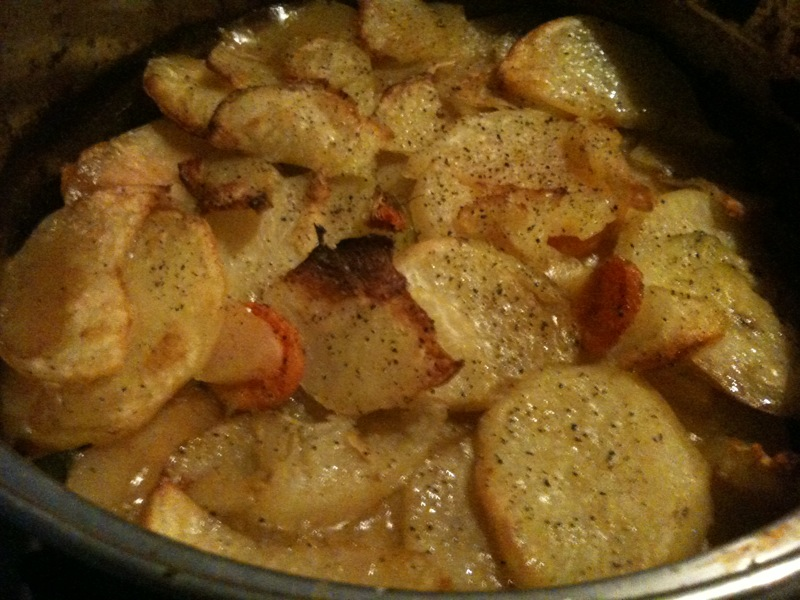
Lancashire hotpot
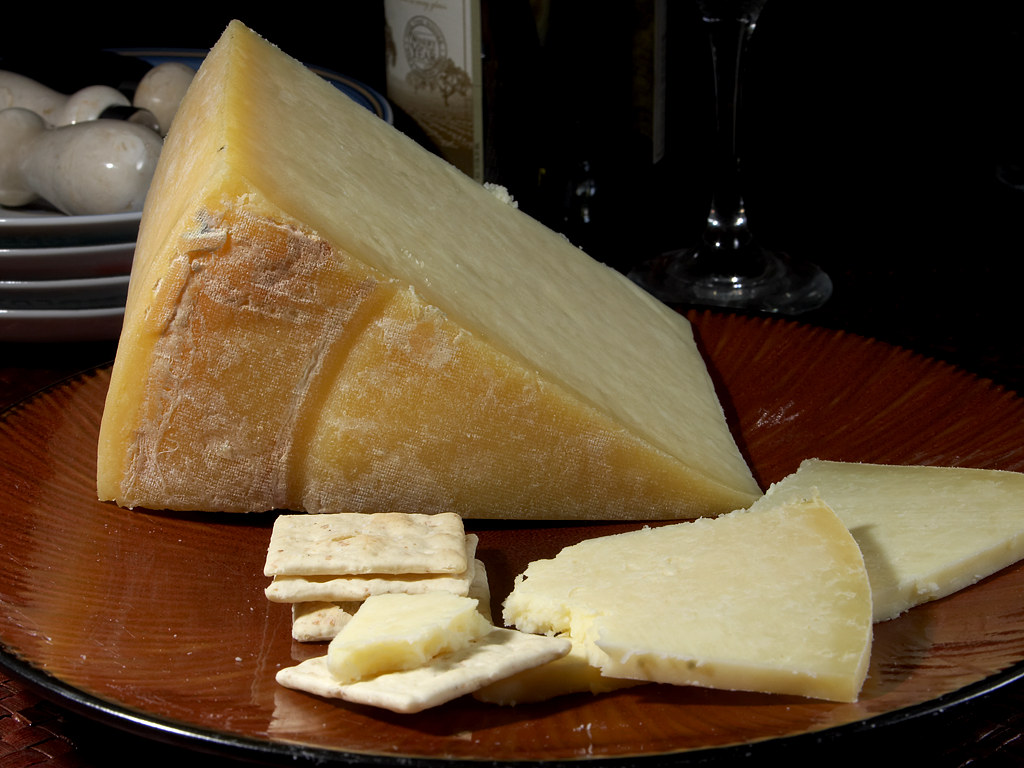
Formaggio del Lancashire